# Eloeophila diacis
Eloeophila diacis är en tvåvingeart som först beskrevs av Alexander 1972.  Eloeophila diacis ingår i släktet Eloeophila och familjen småharkrankar. Inga underarter finns listade i Catalogue of Life.